# Julia Moreno García
Julia Francisca Moreno García es una historiadora española y profesora en el Departamento de Historia Contemporánea de la Facultad de Geografía e Historia de la Universidad Complutense de Madrid especializada en Historia de los Países Afroásiaticos. Moreno García es conocida por sus trabajos sobre la Historia colonial de Asia, África y sobre la trata de negros, temas sobre cuales ha publicado un gran número de artículos científicos y ensayos.

## Obras
- China Contemporánea: 1916 - 1990. Ediciones Istmo, 1991. ISBN 978-84-7090-257-4
- La China Del Siglo XX. Madrid: AKAL Ediciones, 1994. ISBN 978-84-460-0230-7
- El Extremo Oriente Siglo XX. Madrid: Editorial Síntesis, 1998. ISBN 978-84-7738-145-7
- El Cercano Oriente 1914 - 1991. Madrid: Akal Ediciones, 2000. ISBN 978-84-460-0453-0
- Japón Contemporáneo - Hasta 1914. Madrid: Akal Ediciones, 2000. ISBN 978-84-7600-474-6
- Con Augusto E. Benítez Fleites. Los pueblos de África (Vida y costumbres en la antigüedad). Edimat Libros, 2008. ISBN 978-84-9764-846-2
- China Contemporánea: 1916 - 2017. 2ª Edición, Ediciones Istmo, 2018. ISBN 978-84-7090-491-2
- Negritud: Trafico de esclavos en el extremo oriente asiático durante el Siglo XIX.  2021, ISBN: 978-84-16466-44-7